# Machetă

Machetă a cetății Brașovia, (scara 1:100)

Machetă este un termen folosit în mai multe domenii ca: 
- Model la scară redusă, care respectă fidel proporția dimensiunilor și aspectul exterior (al unui decor, construcții, aparat sau operă de artă)
- Publicare (fragmentară) premergătoare tipăririi definitive a unei lucrări; vezi și DTP.

## Legături externe
Materiale media legate de machetă la Wikimedia Commons
- „Machetă” la DEX online